# Церква Успіння Прсв. Богородиці
Церква Успіння Прсв. Богородиці (Рудка) сьогодні знаходиться у селі Рудка гміни Сенява Переворського повіту Підкарпатського воєводства Польщі.
Дерев'яну церкву збудували 1693 року. Наприкінці наступного століття перебудували західну частину храму. Відносилась до Ярославського деканату УГКЦ, після 1-ї світової війни до Сенявського деканату. Була перенесена на сучасне місце 1921 року. Після виселення українців в ході операції «Вісла» була закинута і пошкоджена, втративши завершення центральної частини. Була відновлена 2006 року. Входить до маршруту Шлях дерев'яної архітектури Підкарпатського воєводства.